# Chrysolina gypsophilae
Chrysolina gypsophilae  (лат.) — вид жуков подсемейства хризомелин (Chrysomelinae) из семейства листоедов (Chrysomelidae). Распространён в Северной Африки, Европе, на Канарских островах и в Средней Азии (Кыргызстан, Туркменистан). Обитают на полях, близ береговых дюн, на обочинах дорог, надпойменных террасах, пустошах.
Известно три подвида:
- Chrysolina gypsophilae gypsophilae — Европа, Малая Азия;
- Chrysolina gypsophilae grossepunctata — Канарские острова;
- Chrysolina gypsophilae lucidicollis — Сардиния, Сицилия, Северная Африка, Канарские острова, Малая Азия, Армения.

## Описание
Длина тела имаго 8—11 мм. Имаго чёрно-синие; со спинной стороны матовые; южные особи часто бывают блестящие. На надкрыльях имеется красная или рыжая плохо отграниченная зигзагообразная линия.

## Экология
Кормовыми растениями являются представители следующих семейств — норичниковые (льнянка), гречишные (щавель), яснотковые (шалфей), астровые (полынь).